# Фарук Шехич
Фарук Шехич (на босненски: Faruk Šehić) е босненски писател и журналист.

## Биография и творчество
Роден е на 14 април 1970 г. в Бихач, Босна и Херцеговина. Завършва Ветеринарен факултет в Загреб и Философски факултет в Сараево. През 1992 – 1995 г. воюва в V корпус на Босненската армия и достига до чин лейтенант. Работи като журналист в сараевското списание „Старт“.
От 1998 г. публикува проза, поезия, есета, критика. Произведенията му са преведени на английски, френски, италиански, немски, унгарски, словенски, македонски и полски език.
Фарук Шехич гостува в България през март 2016 г.

## Произведения
- „Pjesme u nastajanju“, poezija (2000)
- „Hit depo“, poezija (2003)
- „Pod pritiskom“, kratke priče (2004) ISBN 9789536296323
- „Transsarajevo“, poezija (2006)
- „Transsarajevo“, poezija (2007)
- „Hit depo, Pod pritiskom, Transsarajevo, Apokalipsa iz Recycle bina“, reader (2007)
- „Hit depo“, poezija (2008) ISBN 9789958777295
- „Hit depo, Pod pritiskom, Transsarajevo, Apokalipsa iz Recycle bina“, reader (2008)
- „Street epistles/Ulične poslanice“, poezija, dvojezični izbor (2009)
- „Abzeichen aus Fleisch“, poezija, dvojezični izbor (2011)
- „Хит депо“, poezija (2011)
- „Knjiga o Uni“, roman (2011) ISBN 9789958301322
- „Moje rijeke“, poezija (Buybook, Sarajevo, 2014) ISBN 9789958302138
- „Priče sa satnim mehanizmom (Predapokaliptični sevdah)“, kratka proza, (Buybook, Sarajevo, 2018) ISBN 978-9958-30-395-1

Издадени на български език
- „Хит депо / Под натиск / Транссараево / Апокалипсис от Recycle Bin-a“, превод от босненски език Русанка Ляпова, София: Ерго, 2012, 296 с.
- „Книга за Уна“, превод от босненски език Русанка Ляпова, София: Ера, 2016, 200 с.[3]
- „Разкази с часовников механизъм“, превод Соня Андонова, София: Колибри, 2023, 176 с.